# Provincia di Sucre
La provincia di Sucre è una delle 11 province della regione di Ayacucho nel Perù.
Il capoluogo è Querobamba.

## Geografia antropica

### Suddivisioni amministrative
È divisa in 11 distretti:
- Belén
- Chalcos
- Chilcayoc
- Huacaña
- Morcolla
- Paico
- Querobamba
- San Pedro de Larcay
- San Salvador de Quije
- Santiago de Paucaray
- Soras